# Merete Gerlach-Nielsen
Merete Gerlach-Nielsen (født 16. august 1933 i København, død 14. juni 2019), var direktør i Forenede Nationer og lektor samt en af medstifterne af KVINFO.

## Barndom
Merete Gerlach-Nielsen var eneste barn af kontorchef Carl Gerlach-Nielsen (1901-1991) og korpschef Louise Fanøe (1908-1987). Barndomshjemmet var stærkt præget af et internationalt islæt: hendes far var på frivillig basis engageret i organisatorisk arbejde i Alliance Francaise. Dette introducerede hende til det franske sprog og den franske kultur - noget, der skulle blive en livslang interesse. Til hendes konfirmation fik hun livsvarigt medlemskab af Alliance Francaise i gave fra sine forældre.
Margrethe Spies, en ven af familien, blev Gerlach-Nielsens gudmor, og hun sørgede for at introducere Merete Gerlach-Nielsen til teatrets og litteraturens verden.

## Uddannelse
Merete Gerlach-Nielsen fik sin skolegang på Den Franske Skole. I 1951 blev hun student fra Christianshavns Gymnasium.
Efterfølgende studerede hun fransk og dansk på Københavns Universitet. Undervejs i studierne blev hun fra 1954-1955 formand for de franskstuderendes forening, Le Coq. Hun tog også semestre i Frankrig og på Island. I 1960 blev hun cand.mag. med en guldmedaljeafhandling.

## Karriere
I 1972 blev hun lektor ved Romansk Institut.
Fra 1975 til 1988 var hun medlem af den danske UNESCO-kommission. I denne periode blev hun formand for flere udvalg og deltog jævnligt i internationale konferencer. I 1988 blev hun udvalgt blandt 800 ansøgere til en FN-chefstilling i Paris. Med dette blev hun den første kvindelige topchef i FN nogensinde, en stilling hun besad indtil 1990. Hendes arbejde bestod i at koordinere kvindeområdet. I forbindelse med denne stilling var hun meget opmærksom på styrke brugen af et kønsneutralt sprogbrug. Dette kulminerede i publikationen "Guidelines on Non-Sexist Language", der fortsat udgives.
Fra 1975-1983 var hun medlem af Det Faglige Landsudvalg for Humaniora og Teologi, og i 1974 indtrådte hun i Kvindelige Akademikeres bestyrelse; fra 1978-1988 var hun formand. Fra 1986-1988 fungerede hun også som foreningens repræsentant i Danske Kvinders Nationalråds styrelse. Som formand stod hun for oprettelsen af Læge Else Nikolajsens Legat, der er blevet udgivet årligt siden 1985.
Hun fik et nært venskab med Nynne Koch og Gerlach-Nielsen blev i kraft af sin fremtrædende placering i universitetsverdenen nøgleperson i de forhandlinger, der ledte til etableringen af KVINFO. Fra 1987-1988 var hun formand for KVINFOs første bestyrelse.

## Hæder
Merete Gerlach-Nielsen havde også en stor interesse for foreningslivet. I 1957 blev hun sekretær i Alliance Francaise, og fra 1978-1988 var hun formand. For sin indsats modtog hun i 1983 Paris' Bronzemedalje.
I løbet af sin karriere blev Merete Gerlach-Nielsen desuden blevet hædret med adskillige legater, stipendier og priser, og hun blev dekoreret med Les Palmes Académiques af 2. grad.

## Publikationer
Merete Gerlach-Nielsens publikationer omhandler oftest kønshistoriske emner.
- Guidelines on Non-Sexist Language
- L'Alliance française de Copenhague a cent ans (1985)
- Der er en verden ved siden af verden (1985)

Hun oversatte desuden flere franske kønsværker.

## Privat
Merete blev aldrig blevet gift. I 1963 fik hun datteren Iben.
Hun boede siden 1990 i Paris, og i 1998 opnåede hun fransk statsborgerskab.